# Somatochlora incurvata
Somatochlora incurvata е вид водно конче от семейство Corduliidae. Видът не е застрашен от изчезване.

## Разпространение
Разпространен е в Канада (Квебек, Нова Скотия, Ню Брънзуик и Онтарио) и САЩ (Масачузетс, Мейн, Мичиган, Ню Йорк, Охайо, Пенсилвания и Уисконсин).

## Описание
Популацията на вида е стабилна.